# Движение Сопротивления (Чехословакия)

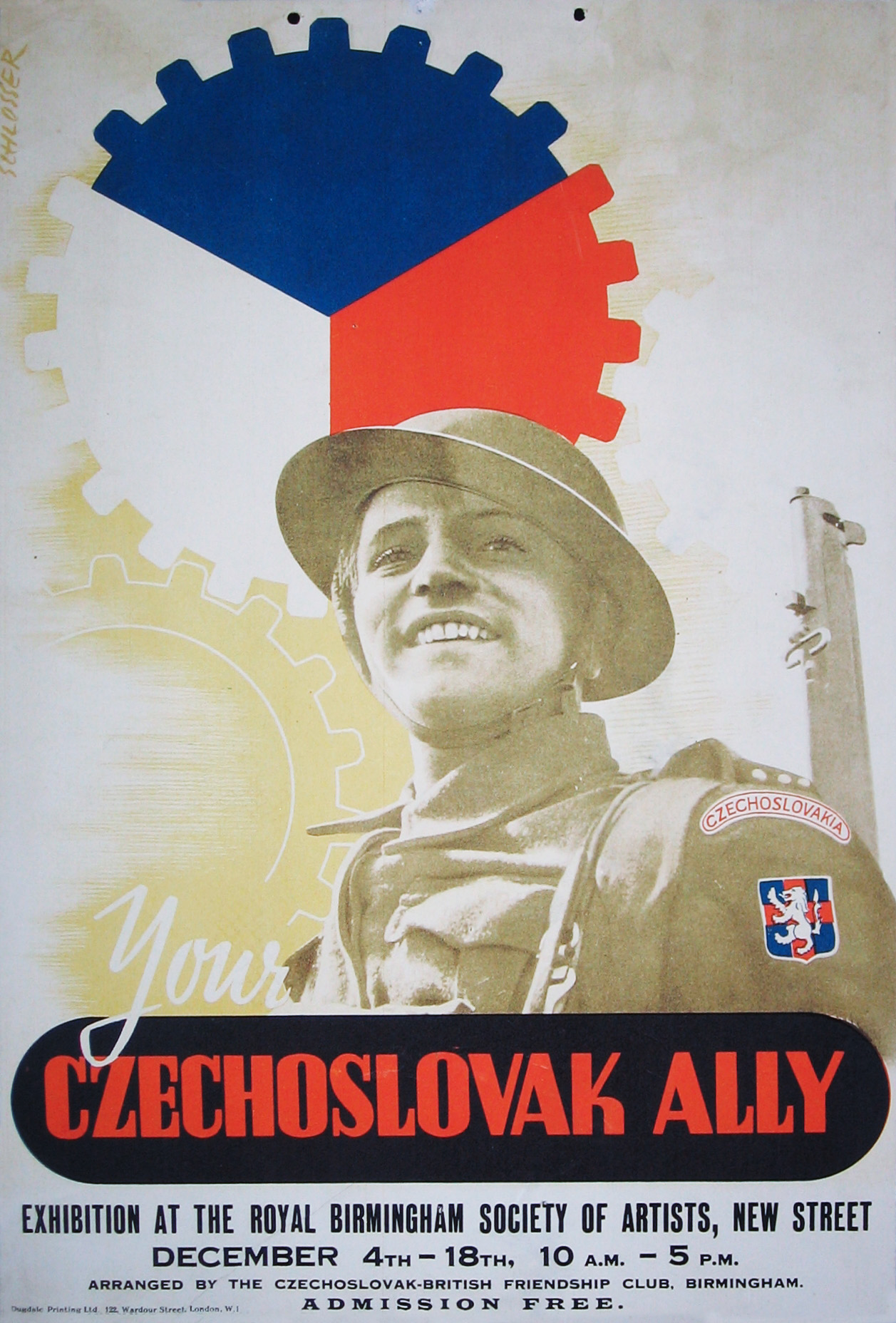
Британский пропагандистский плакат «Твой чехословацкий союзник» (1942) с изображением солдата Сопротивления. Для изображения используется образ Яна Грубы, погибшего в бою в соборе Святых Кирилла и Мефодия, последовавшего за убийством Гейдриха

Чехословацкое Сопротивление 1939—1945 годов (чеш. Československý odboj 1939–1945), также «Второе чехословацкое сопротивление» (чеш. druhý československý odboj) — организованное антифашистское сопротивление на территории Протектората Богемии и Моравии, Словацкой республики — оккупационных режимах Третьего Рейха в Чехословакии и за рубежом. Формирование сопротивления началось после ликвидации Второй Чехословацкой Республики в марте 1939 года и существовало в разных формах вплоть до поражения Германии во Второй мировой войне. 
Движение сопротивления делилось на две части: «Домашнее» («На Родине», чеш. domácí) и «Зарубежное» («Заграничное», чеш. zahraniční). В свою очередь «Домашнее» сопротивление делилось на две части: на «коммунистическое» (активизация которого произошла после июня 1941 года) и на «демократическое». «Зарубежное» делилось также на две части: «Западное» (чехословацкие батальоны и эскадрильи RAF) и «Восточное» (1-й Чехословацкий армейский корпус и 1-я отдельная смешанная чехословацкая авиадивизия). Однако, данное разделения нельзя считать окончательными, поскольку отдельные представители коммунистической партии присоединились к сопротивлению уже в 1939 году, вопреки официальной линии партии, а некоторые участники зарубежного сопротивления воевали на обоих фронтах. Во времена социалистического режима в Чехословакии значение «западного» и «демократического» сопротивления было сведено к минимуму, а его участники преследовались и подвергались репрессиям. Напротив, важность коммунистического и части восточного сопротивления была преувеличена (например, утверждениями о том, что коммунисты с самого начала включились в движение против нацистской оккупации), однако в 1950-х годах ряд участников восточного сопротивления также были подвергнуты репрессиям.
Среди важнейших достижений сопротивления были мирные демонстрации протеста в 1939 году и саботаж на производстве и в инфраструктуре. В 1942 году участники сопротивления провели первые боевые операции, после покушения на убийство бойцами сопротивления Рейнхарда Гейдриха началось формирование партизанского движения в Чехии. В 1944 году партизанские формирования в Чехии и Словакии приобрели внушительные размеры. Центром движения считалось Чехословацкое правительство в изгнании, имевшее международное признание, после восстания и операции в Праге в мае 1945 года пришедшее к власти в освобождённой Чехословакии.

## «Зарубежное» сопротивление
После падения Второй Чехословацкой республики, весной 1939 года, огромное количество бывших граждан Чехословакии покинули сформировавшиеся Протекторат Богемии и Моравии и Словацкое государство с целью противостоять Германии. После начала войны, 17 октября 1939 года в Париже был сформирован Чехословацкий национальный комитет во главе с эмигрировавшим экс-президентом Эдвардом Бенешом, ставший лидером чехословацкой эмиграции. Целью Бенеша стало добиться от великих держав аннулирования Мюнхенского соглашения. 
После поражения Франции в 1940 году, комитет переехал в Лондон, где был трансформирован в Чехословацкое правительство в изгнании. Правительство в изгнании возглавил президент Эдвард Бенеш, премьер-министром был председатель Народной партии монсеньор Ян Шрамек. Также был создан Государственный совет, который выполнял функции временного парламента. Эти органы были предварительно признаны уже в 1940 году, окончательно — великими державами в 1942 году, а подписи Франции и Великобритании под Мюнхенским соглашением были отозваны. Базировавшееся в Лондоне Министерство национальной обороны Чехословакии осуществляло руководящую и организационную деятельность как в отношении сопротивления «на родине», так и чехословацких воинских формирований в рядах армий стран-союзниц.  Связь с подпольными организациями и координацию их деятельности на территории оккупированной Чехословакии осуществлял руководитель военной разведки Франтишек Моравец.
Представители зарубежного коммунистического сопротивления находились в Москве. Его возглавляли Клемент Готвальд, Рудольф Сланский, Ян Шверма и Вацлав Копецкий. До нападения Германии на СССР, данная группа скорее находилась в эмиграции, чем предпринимала какие-то попытки организации сопротивления. Однако, со второй половины 1941 года оно активизировалось, выполняя те же задачи, что и лондонское правительство, но его внимание было сосредоточено на чехословацких формированиях в Советском Союзе и «домашним» чехословацком коммунистическом сопротивлении оккупации.

## «Домашнее» сопротивление

### Протекторат Богемии и Моравии
Частью «домашнего» сопротивления были несколько организаций, первая из них начала формироваться уже после подписания Мюнхенского соглашения, и трансформации Чехословакии из Первой во Вторую республику, и называлась «Политический штаб» (чеш. Politické ústředí, PÚ). Организация предполагала, что рано или поздно остальная часть Чехословакии также будет оккупирована Германией. Второй организацией сопротивления стал левый некоммунистический комитет «Мы остаёмся верными» (чеш. Petiční výbor Verni zůstaneme, PVVZ), который стал идейным продолжением «Комитета помощи демократической Испании» с середины 1930-х годов и продолжение кампании петиционного комитета «Мы останемся верными», начавшейся в мае 1938 года во время Судетского кризиса. В состав организации входили видные деятели и сторонники левых некоммунистических партий и организаций: социал-демократы и национальные социалисты. Бывшие чехословацкие военные офицеры и солдаты основали «Защиту нации» (чеш. Obrana národa, ON) в марте 1939 года. В начале 1940 года эти организации создали Центральное командование сопротивления на родине (чеш. Ústřední vedení odboje domácího, ÚVOD), которое поставило перед собой задачу объединения внутреннего сопротивления и координации совместных действий. Большинство членов организаций Сопротивления составляли бывшие офицеры расформированной чехословацкой армии.

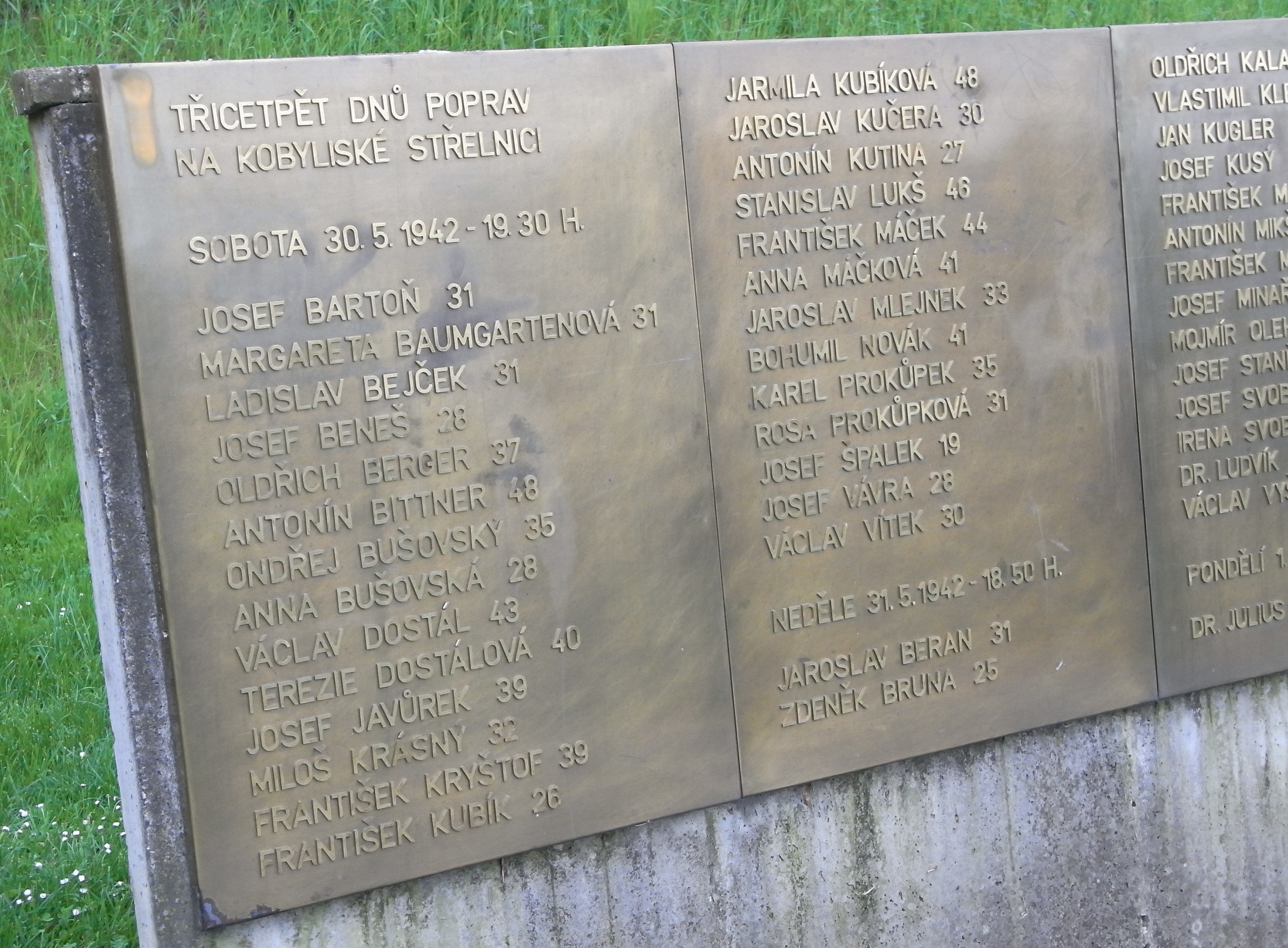
Мемориальная доска в пригороде Праги Кобылице в память более 500 чехов, расстрелянных нацистами в мае — июне 1942 года

В первые годы оккупации (в период с 1939 по 1941 год) сопротивление в основном носило характер саботажа на производстве, а также мирных демонстраций протеста, особенно с участием молодёжи и студентов. Так, 28 октября 1939 года пражские студенты и их преподаватели вышли на демонстрацию, чтобы отметить годовщину образования Чехословацкого государства. Войска оккупантов разогнали демонстрацию, при этом был застрелен студент медицинского факультета Ян Оплетал, похороны которого переросли в акцию протеста. 17 ноября, оккупационные власти объявили об закрытии высших учебных заведений на территории Протектората, а оккупационные силы окружили студенческие общежития, после чего более 1200 студентов были арестованы и заключены в концлагеря, девять из них были казнены. В память об этих событиях 17 ноября ежегодно отмечается как Международный день студентов.
Позднее были созданы «Подготовительный революционный национальный комитет» (чеш. Přípravný revoluční národní výbor), «Совет трёх» (чеш. Rada tří), «Разведывательная бригада» (чеш. Zpravodajská brigáda), «Сокольский революционный совет» (чеш. Sokolská revoluční rada) и множество более мелких движений сопротивления регионального значения. После нападения на Советский Союз в июне 1941 года, активизировалось и коммунистическое сопротивление, которое с августа 1939 года подпольно издавала газету «Rudé právo». коммунистическое сопротивление не входило в состав ÚVOD, сохраняя свою организационную самостоятельность, после нападения Германии на СССР её руководство призвало к единству действий всех антифашистских групп. Летом 1941 года было сформировано второе подпольное руководство компартии, во главе с Яном Зикой. На территории Моравии возникло региональное подпольное руководство компартии, которое занималось изданием подпольной газеты «Голоса из подземелья» (чеш. Hlasy z podzemí), а с октября 1942 года подпольную газету «Моравское равенство» (чеш. Moravskou rovnost). Нелегальные газеты и журналы, в том числе «Чешский курьер», «В бой», т.н. Детективные книги (принты, замаскированные под дешевые детективные романы) и другие издания публиковали все организации сопротивления. 
В 1941 году ÚVOD одобрило политическую программу PVVZ под названием «За свободу: к новой Чехословацкой Республике». Эта программа выражала приверженность демократическим идеалам бывшего президента Томаша Масарика и призывала к созданию республики социалистической направленности. ÚVOD не во всём разделяло политический курс Бенеша. В частности, летом 1941 года оно отклонило предложение Бенеша о частичном выселении судетских немцев после окончания войны, потребовав их полного изгнания, в конце концов Бенеш согласился с позицией ÚVOD.
По некоторым оценкам, в марте 1941 года президент Бенеш получил информацию о готовящемся нападении нацистской Германии на СССР, и, согласно его воспоминаниям, сообщил об этом американцам, англичанам и представителям Советского Союза. Нападение Германии на Советский Союз в июне 1941 года стало поворотным пунктом в развитии советско-чехословацких отношений, в том числе для чехословацкого Сопротивления, которое получало поддержку как от эмигрантского правительства в Лондоне, так и со стороны Москвы. В своём выступлении по лондонскому радио 24 июня 1941 года Бенеш заявил, что отношения между двумя странами вернулись к ситуации, существовавшей до Мюнхена. 
Внутреннее сопротивление организовывало и осуществляло все формы сопротивления против немецкой оккупационной власти, хотя оно несколько раз было ослаблено вмешательством немецких сил безопасности, проникновением агентов гестапо или объявлением военного положения 28 сентября 1941 года и связанным с ним террором. Однако, когда Рейнхард Гейдрих стал исполняющим обязанности протектора в сентябре 1941 года, по его приказанию, были ликвидированы практически всё первое поколение бойцов сопротивления, включая Алоиса Элиаша, главу правительства протектората и тайного члена Сопротивления. Лишь зимой 1942 года начали формироваться новые группы бойцов Сопротивления.
Офицеры британской разведки высоко ценили разведданные с территории протектората, которые в основном поставлялись бывшими офицерами военной разведки Чехословакии. В саботажных акциях приняло участие большое количество железнодорожников. Многие отдали свою жизнь за эту деятельность. К сопротивлению присоединились и сотрудники почты. После войный, в 1946 году почтовое ведомство сообщало, что 116 почтовых работников были казнены во время оккупации и что 209 рабочих погибли на каторге и в концентрационных лагерях.
С 1941 года начались регулярные заброски авиацией на территорию Чехословакии агентуры группами не более 5 человек, подготовленной в Великобритании, для проведения разведки, саботажа и диверсий. Первой десантной операцией была пропагандистско-разведывательная операция «Бенджамин», выполняемая 1 человеком 16 апреля 1941 года, потерпевшая неудачу. Вслед за ней последовали похожие операции — «Процент»,«Сильвер А», «Сильвер В» , «Цинк». В 1942 году были проведены боевые операции: операция «Тин», неудачная, выполняемая 2 человеками, по убийству министра образования и пропаганды Эммануэля Моравца, и ставшая наиболее известной операция «Антропоид» по убийству Гейдриха, в которой приняли участие группы «Silver A» и «Silver B».
Политические цели демократического сопротивления после окончания войны в основном различались лишь степенью акцента. Никто не хотел вернуться к системе либеральной парламентской демократии Первой республики, но никто не отказывался от принципов президента Масарика. В основном речь шла об идее восстановления первоначальных границ Чехословакии, правительстве Национального фронта без правой оппозиции, связи в сфере безопасности с Советским Союзом, изгнании некоторых или всех сотрудничающих чешских немцев и левая социальная ориентация. Коммунистическая часть сопротивления не имела собственной программы, поскольку идеологически следовала директивам Коммунистического Интернационала. Лишь позднее, было принято решение о переходе от режима народной демократии к социализму.

### Словацкая республика

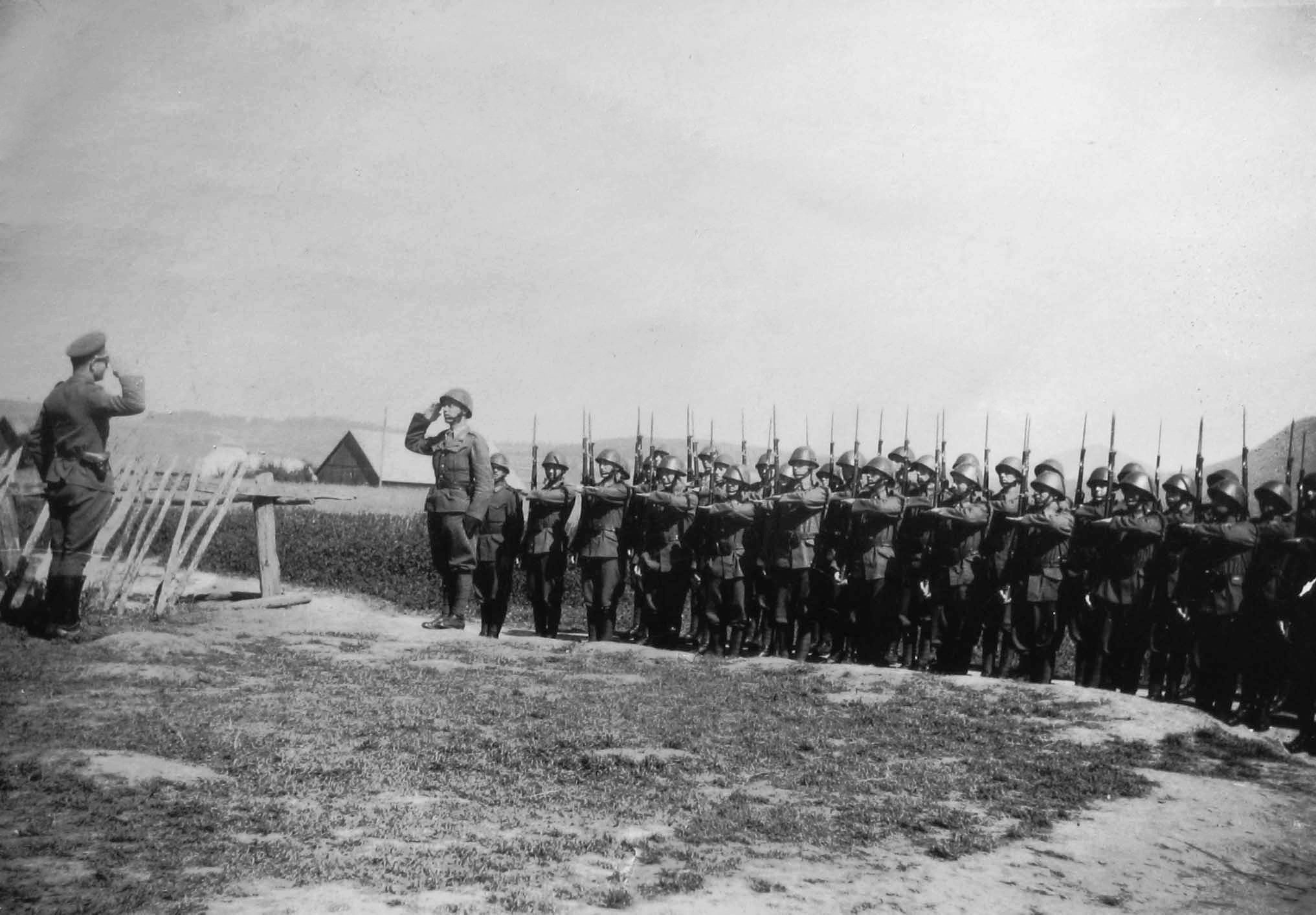
Бойцы 11-го зенитно-артиллерийского полка 1-й Чехословацкой армии в Словакии, принимавшие участие в боях Словацкого национального восстания

После падения Второй республики, 14 марта 1939 года, на территории Словацкой автономии была провозглашена независимая Словацкая республика, которая на деле было государством-сателлитом нацистской Германии. У большинства словаков, которые в первые годы существования нового государства не до конца осознавали ограниченность его суверенитета, создание словацкого государства вызвал рост национальной гордости. Идентификация большинства словацкого общества с новым режимом была тогда обеспечена экономическим бумом, вызванным немецкими военными контрактами и связанным с этим улучшением социальных условий значительной части местного населения.
Вышеупомянутые причины с самого начала сильно ослабили словацкое сопротивление режиму Тисо.  Естественными врагами местного клерофашистского режима были словацкие коммунисты, члены евангелических и православных церквей, сторонники восстановления единой Чехословакии и евреи. Кроме того, часть недовольных словаков уехала в эмиграцию, где после начала войны вместе со словацкими соотечественниками часто вступала в состав созданных за рубежом чехословацких частей. Сопротивление на территории Словацкого государства усилилось после вторжения в Советский Союз в 1941 году. Лишь тогда население пострадало от введения карточной системы, словацкие войска понесли значительные потери на Восточном фронте, а правящий режим усилил преследование и репрессии в отношении своих противников, а также приступил к депортации евреев. Крупные поражения стран Оси в 1942—1943 году в значительной степени способствовали активизации сопротивления в Словакии.
В Словакии группы сопротивления также можно разделить на «демократические» и «коммунистические». Среди наиболее важных некоммунистических групп были группы Яна Урсини, Яна Лихнера, Вавро Шробара, Йозефа Леттриха и группа Флоры, в которой работала Кветослава Вестова. Среди представителей коммунистического сопротивления были Карол Шмидке, Густав Гусак, Ладислав Новомесский, Юлиус Дюриш или Людовит Бенада. Важным шагом для словацкого сопротивления стало заключение «Рождественского соглашения» в конце 1943 года, которое означало объединение местных групп сопротивления и создание Словацкого национального совета. 
Словацкий национальный совет в координации с подпольным «Военным штабом», который был сформирован в штабе Словацкой резервной армии в Банске-Бистрице вокруг подполковника Яна Голиана, затем начал подготовку вооруженного восстания, которое должно было свергнуть режим Тисо. Связанные с лондонским правительством повстанцы рассчитывали открыть Карпатские перевалы в восточной Словакии для наступающей Красной Армии. Однако, возросшая активность местных партизан спровоцировала немецкие власти принять чрезвычайные меры. Немецкие войска начали оккупировать Словакию, поэтому Словацкому национальному восстанию пришлось начаться преждевременно. Хотя в нём приняли участие 60 000 словацких солдат и 18 000 партизан, а повстанцы на короткое время контролировали большую часть центральной Словакии в период с августа по октябрь 1944 года, лучше вооруженные немецкие части подавили восстание, а выжившие повстанцы были отброшены в горы. Кроме того, разоружение восточнословацких дивизий сделало невозможным открытие перевалов для СССР, и Красной Армии вместе с 1-м чехословацким армейским корпусом пришлось вести бой за Дукельский перевал, прежде чем переправиться в Словакию. После разгрома восстания правящий режим вместе с немецкими властями начал новые репрессии против местного населения. Глинкова гвардия также приняли участие в терроре, сожжении многих словацких деревень и убийстве более пяти тысяч местных жителей. Поэтому часть партизан ушла с территории Словакии в Моравию и тем самым поддержала растущее местное партизанское сопротивление.

## Ликвидация Гейдриха

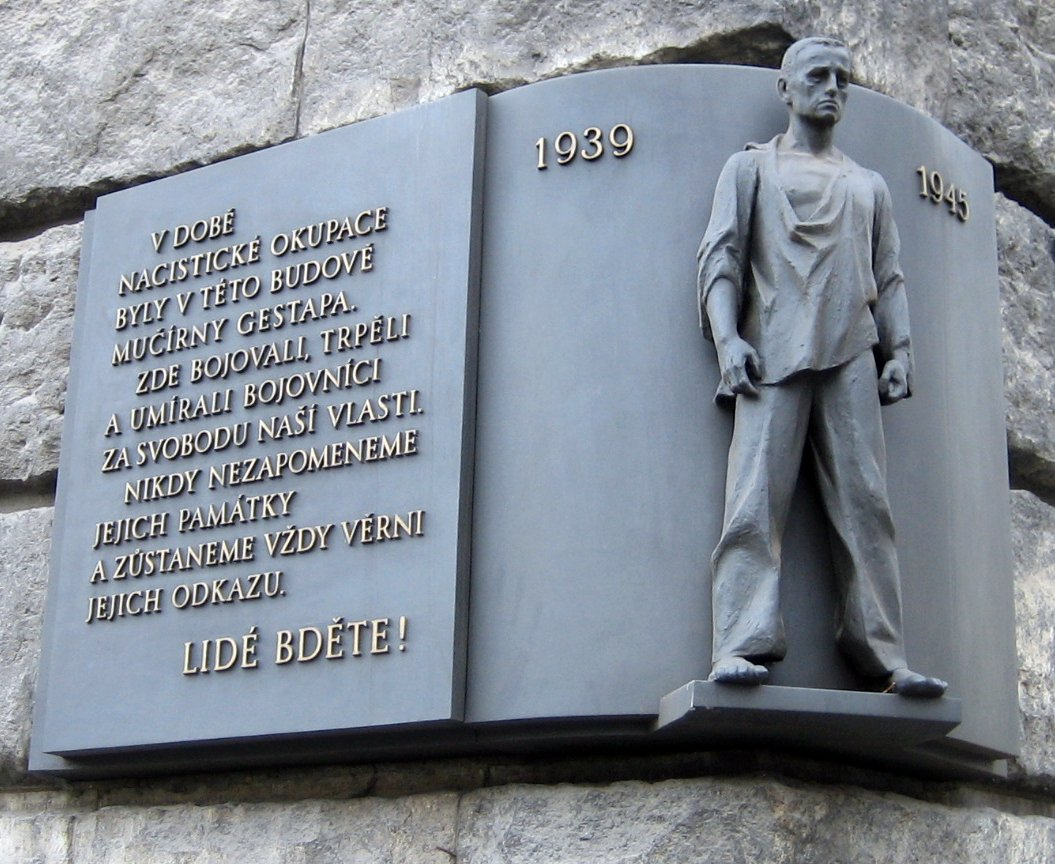
Мемориальная доска в память участников чешского Сопротивления на дворце Печек в Праге

Самым известным актом чехословацкого Сопротивления стала ликвидация рейхспротектора Богемии и Моравии Рейнхарда Гейдриха 27 мая 1942 года, которую осуществили подготовленные в Великобритании чехословацкие диверсанты — Ян Кубиш и Йозеф Габчик.
В ответ на это Гиммлер отдал приказ о проведении карательных мероприятий, в частности, было принято решение об уничтожении деревни Лидице. Вечером 9 июня деревня была окружена немцами. Все мужчины старше 16 лет (172 человека) были заперты на одной из ферм и утром расстреляны, 195 женщин были отправлены в концентрационный лагерь Равенсбрюк, дети доставлены в Центральное бюро по делам переселенцев города Лицманштадт (нем. Umwandererzentralstelle Litzmannstadt) и впоследствии распределены по немецким семьям, следы большинства из них были потеряны, а большинство построек деревни были сожжены.
В октябре 1942 года, 1331 человек были приговорён к смертной казни немецкими судами в протекторате, в том числе 201 женщина. В числе арестованных были и последние оставшиеся на свободе члены UVOD.
27 мая 2009 года в Праге на месте покушения был открыт памятник участникам операции «Антропоид».

## Партизанское движение и восстания
В 1942 году, с убийством Гейдриха и последовавшими жестокими репрессиями и карательными акциями нацистов, называемыми «гейдрихиадой», в Богемии и Моравии начало формироваться партизанское движение: деятели сопротивления, опасаясь репрессий, уходили в подполье в горную и сельскую местность, полагаясь на поддержку местных; изначально партизанские группировки занимались мелкими диверсиями и саботажем. Для поддержки партизан с начала апреля 1944 года на территорию Чехии стали забрасывать десант. К весне 1945 года партизанские силы в Богемии и Моравии насчитывали 120 отрядов, общей численностью около 7500 человек. Партизаны нарушали пути сообщения, подрывая пути и мосты и нападая на поезда и станции. С лета 1944 года по май 1945 года было совершено более 300 партизанских атак на железнодорожные коммуникации. Отступавшие от наступления РККА (и её чехословацких частей) в Моравию части СС сжигали деревни в рамках карательных акций. В состав партизанских отрядов входили разные люди, в том числе бывшие члены чешских групп сопротивления, бежавшие от ареста, сбежавшие военнопленные и немецкие дезертиры и сельские трудящиеся Чехии, занимавшиеся партизанской деятельностью по ночам.
Самой большой и успешной группой была 1-я чехословацкая партизанская бригада имени Яна Жижки, организованная в 1944 году. После пересечения границы со Словакией в сентябре 1944 года бригада Жижки саботировала железные дороги и мосты и совершала набеги на немецкие полицейские силы, посланные для их преследования. Несмотря на жесткие контрмеры, такие как казни предполагаемых гражданских сторонников, партизаны продолжали действовать. В конечном итоге бригада Жижки выросла до более 1500 человек и действовала в значительной части Моравии вплоть до освобождения этого района в апреле 1945 года. В том же 1944 году, во время Словацкого восстания, была сформирована Партизанская бригада им. Яна Жижки – Пола.

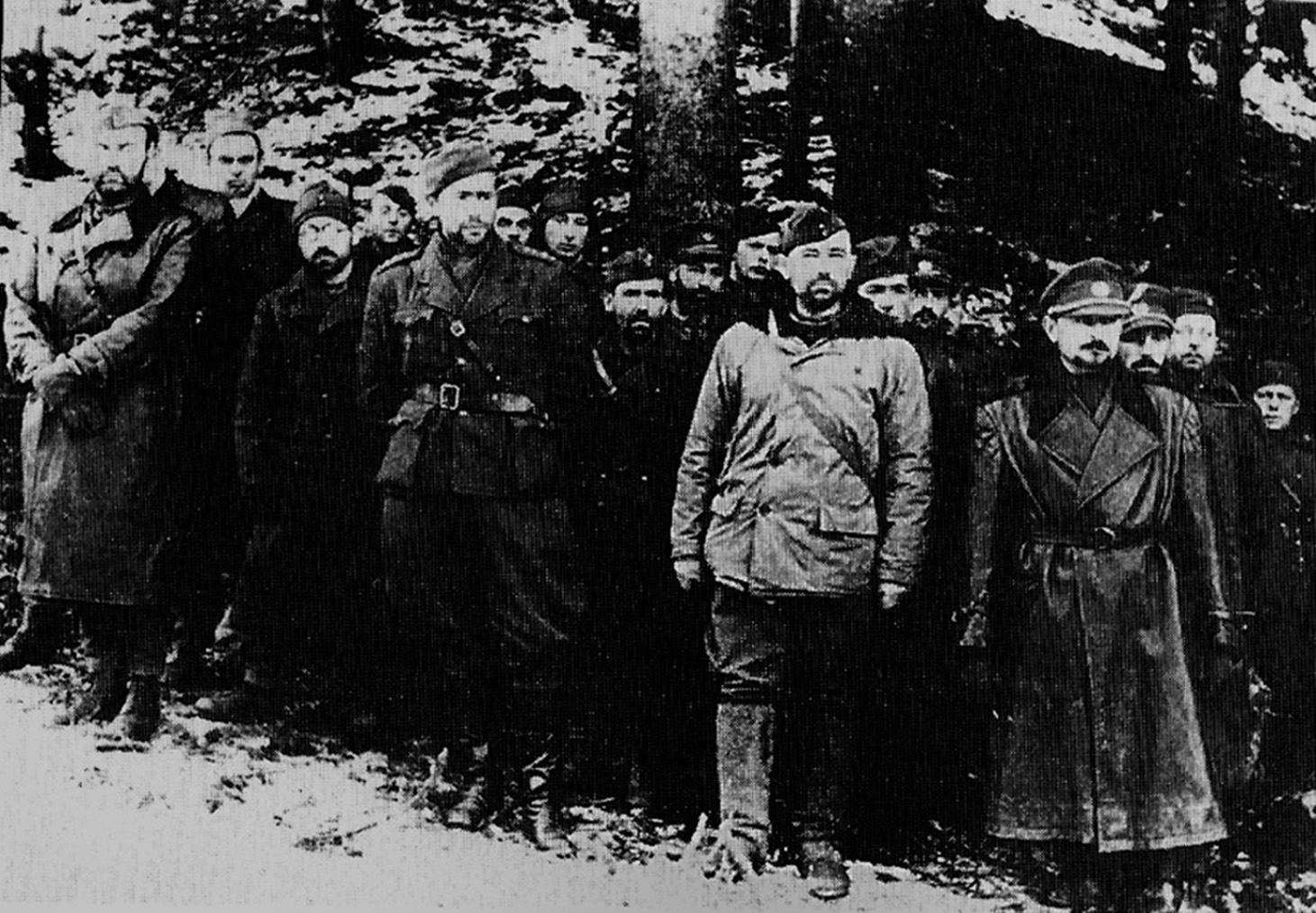
Станислав Рейтар, лётчик партизанских ВВС Словакии, и офицеры и солдаты 2-й Чехословацкой партизанской бригады

В 1944 году значительную роль сыграло Словацкое национальное восстание, продлившееся два месяца — с августа по октябрь. Несмотря на поражение, повстанцам удалось взять в плен двух министров обороны, Ф. Чатлоша и Й. Туранца, а также нанести вермахту значительные потери — 10 350 военнослужащих убитыми, 100 орудий и миномётов, 2 бронепоезда, 30 броневиков и бронемашин, свыше 1000 автомашин. Большую помощь восстанию оказало командование Советской армии и советские партизаны: в общей сложности в сентябре-октябре 1944 года СССР переправил восставшим на самолётах 796 тонн оружия, боеприпасов и иного военного имущества (не считая снаряжения 2-й чехословацкой парашютно-десантной бригады);
- 17 сентября 1944 года на освобожденную восставшими территорию Словакии был переброшен 1-й отдельный чехословацкий истребительный авиаполк (20 истребителей Ла-5)[17];
- 6-9 октября на аэродром «Три дуба» была десантирована 2-я отдельная чехословацкая воздушно-десантная бригада[17] и т. д.

Последним актом чехословацкого Сопротивления стало Пражское восстание 1945 года, организованное подпольной комендатурой Праги «Бартош» и поддержанное 1-й пехотной дивизией РОА.

### На русском языке
- Ян Чиерны. Словацкое национальное восстание и международные отношения. Братислава, 1974
- В. И. Клоков. Партизаны Словацких гор (о Словацком национальном восстании). Киев, Политиздат Украины, 1986. — 271 стр., илл.
- Так зарождалось братство: воспоминания участников Словацкого национального восстания / сост. В. А. Квитинский, А. П. Святогоров. Киев, Политиздат Украины, 1990. — 412 стр., илл.

### На английском языке
- Beneš, Eduard. Memoirs of Dr. Eduard Benes: From Munich to New War and New Victory. Trans. By Godfrey Lias. Connecticut: Greenwood Press, 1954.
- Crampton, R.J. Eastern Europe in the Twentieth Century—and After. London and New York: Routledge, 1997. ISBN 0-415-16423-0
- Vojtěch Mastný, The Czechs Under Nazi Rule: The Failure of National Resistance, 1939—1942. New York: Columbia University Press, 1971. ISBN 0-231-03303-6
- W.V. Wallace, «The Czechs Under Nazi Rule: The Failure of National Resistance, 1939—1942.» The English Historical Review, Vol. 88, No. 348., July 1973.

### На чешском языке
- Luža, Radomír. V Hitlerově objetí : Kapitoly z českého odboje. Překlad Tomáš Vrba. 1.. vyd. Praha : Torst, 2006. 536 s. ISBN 80-7215-286-6.
- Kol. Z počátků odboje 1938—1941. Praha : Naše vojsko, 1969. 517 s.
- KŘEN, Jan. V emigraci. Západní zahraniční odboj 1939—1940. Praha : Naše vojsko, 1969. 612 s.